# روبرت كولي
روبرت كولي (بالإنجليزية: Robert Colley) (مواليد 10 نوفمبر 1954) هو ملاكم نيوزيلندي، مثّل بلاده في الألعاب الأولمبية الصيفية 1976.

## روابط خارجية
روبرت كولي على موقع أوليمبيديا (الإنجليزية)